# بات كانون
بات كانون (بالإنجليزية: Pat Cannon)‏ هو محامي وقاضي وسياسي أمريكي، ولد في 22 مايو 1904، وتوفي في 23 يناير 1966 في ميامي في الولايات المتحدة. حزبياً، نشط في الحزب الديمقراطي. وقد انتخب عضو مجلس النواب الأمريكي.